# 李雏讹只
李雏讹只（？—1116年），辽阳人，辽朝大臣。
李雏讹只是渤海人，先世在辽朝为官，为宰相。曾祖父李仙寿，帮助辽朝皇帝的舅舅脱难，辽朝皇帝赐李仙寿辽阳和汤池地千顷。李雏讹只担任桂州观察使。高永昌据守东京辽阳府，建立大渤海，自称皇帝。李雏讹只归降金朝，随金军统帅完颜斡鲁率众攻打高永昌。李雏讹只不胜而死。其子李石。女儿李氏嫁给了金太祖的儿子完颜宗尧，李氏生子完颜雍，即后来的金世宗。